# Кокин, Францис Янович
Францис Янович Кокин (латыш. Francis Kokins; род. 3 января 1927 года, деревня Цибульски, Рижский уезд, Латвия) — директор Аглонской средней школы-интерната Прейльского района Латвийской ССР. Герой Социалистического Труда (1968).

## Биография
Родился в 1927 году в крестьянской семье в деревне Цибульски Рижского уезда. Окончил Даугавпилский педагогический институт. С 1947 года — учитель средней школы в селе Зас Екаюпилсского района, с 1949 года — директор этой же школы. В последующие годы: учитель в Яунелгаве (1950—1951), секретарь Яунелгавского райкома ЛКСМ Латвии (1951—1954), учитель физики Яунелгавской средней школы рабочей молодёжи (1954), заведующий Яунелгавского районо (1954—1957). В 1952 году вступил в КПСС.
С 1957 года — директор средней школы-интернат в селе Аглона Прейльского района. Вывел учебное заведение в число одних из передовых образовательных учреждений Латвийской ССР. Указом Президиума Верховного Совета СССР от 1 июля 1968 года удостоен звания Героя Социалистического Труда «за большие заслуги в деле обучения и коммунистического воспитания учащихся» с вручением ордена Ленина и золотой медали Серп и Молот.
С 1974 года проживал в Риге, где в течение 10 лет был директором средней школы-интерната № 3.
После выхода на пенсию проживал в Риге. Умер 16 марта 1992 года. Похоронен на Турайдском кладбище в Кримулде, Латвия.
Награды и звания
- Герой Социалистического Труда
- Орден Ленина
- Орден «Знак Почёта» (26.12.1960)
- Заслуженный учитель школы Латвийской ССР (1966)